# Ежкова, Милада
Милада Ежкова (чеш. Milada Ježková; 27 июня 1910, Смихов, Богемия, Австро-Венгрия — 4 мая 1994, Прага, Чехия) — чешская и чехословацкая актриса

 кино и телевидения.

## Биография
За свою жизнь сменила несколько профессий — работала на заводе, был бухгалтером, продавщицей в ювелирном магазине.
Специального актёрского образования не получила. Актёрская карьера началась случайно, в 1965 году в трамвае на неё обратил внимание режиссёр Ярослав Папоушек, который порекомендовал её Милошу Форману, снявшего Миладу в своем фильме «Любовные похождения блондинки» в роли матери.
Дебютировала в кино в 55-летнем возрасте. В последующем создала несколько десятков маленьких и больших ролей в кино и на телевидении. Снялась в 37 фильмах.
Учитывая возраст, играла, преимущественно, роли пожилых женщин, матерей и бабушек.

## Избранная фильмография
- 1989 — Я люблю, ты любишь
- 1986 — Шанс Энтони
- 1985 — Скальпель, пожалуйста — женщина
- 1985 — Деревенька моя центральная — Храбетова
- 1984 — Все должны быть в пижамах
- 1980 — Официант, получите! — эпизод
- 1979 — Арабелла (телесериал) — старуха
- 1978 — Шаровая молния
- 1978 — Проделки мизантропа — эпизод
- 1978 — Западня для утки — эпизод
- 1976 — Да здравствуют духи!
- 1976 — Освобождение Праги — эпизод
- 1969 — По следам крови
- 1967 — Бал пожарных — жена Йозефа
- 1966 — Поезда под пристальным наблюдением
- 1965 — Любовные похождения блондинки — мать